# Europees kampioenschap zaalhockey mannen 1994
Het Europees kampioenschap zaalhockey 1994 was een door de European Hockey Federation (EHF) georganiseerd kampioenschap voor zaalhockeyers. De zevendede editie van het Europees kampioenschap vond plaats van 28 tot 30 februari 1994 in het Duitse Bonn.

## Eindstand
| Plaats | Team       |
| ------ | ---------- |
| Goud   | Duitsland  |
| Zilver | Engeland   |
| Brons  | Tsjechië   |
| 4e     | Oostenrijk |
| 5e     | Spanje     |
| 6e     | Frankrijk  |
| 7e     | Denemarken |
| 8e     | Rusland    |